# Jill Biden
Jill Tracy Biden z domu Jacobs primo voto Stevenson (wym.: [dʒɪl ˈbaɪdən]; ur. 3 czerwca 1951 w Hammonton) – amerykańska pedagog. Pierwsza dama Stanów Zjednoczonych w latach 2021–2025, druga dama Stanów Zjednoczonych w latach 2009–2017. Małżonka 47. wiceprezydenta oraz 46. prezydenta Stanów Zjednoczonych Joego Bidena.
Urodziła się w Hammonton w stanie New Jersey, dorastała w Willow Grove w Pensylwanii. Wyszła za Joego Bidena w 1977 roku, została macochą jego dwóch synów z poprzedniego małżeństwa. W 1981 roku urodziła się im córka – Ashley.
Posiada tytuł bachelor’s degree, przyznany przez University of Delaware, magistra, przyznany przez West Chester University, oraz przez Villanova University i stopień doktora, zdobyty na University of Delaware. Przez trzynaście lat była nauczycielką języka angielskiego. Od 1993 do 2008 roku była wykładowczynią języka angielskiego na Delaware Technical Community College. Od 2009 roku pełni funkcję profesor Northern Virginia Community College. Jest założycielką Biden Breast Health Initiative, współzałożycielką Book Buddies, Biden Foundation. Wraz z Michelle Obamą założyła Joining Forces.

## Życiorys

### Lata młodzieńcze
Urodziła się 3 czerwca 1951 roku w Hammonton. Większość dzieciństwa spędziła w miejscowości Willow Grove. Jej ojciec Donald C. Jacobs pracował w kasie oszczędnościowo-pożyczkowej. Pierwotne nazwisko rodowe brzmiało Giacoppa, jednak dziadek Jill Biden zmienił je na angielskie Jacobs, aby lepiej zintegrować się z amerykańskim społeczeństwem. Jej matka była gospodynią domową.
W wieku 15 lat rozpoczęła pracę jako kelnerka. W 1969 roku ukończyła Upper Moreland High School.

### Edukacja, kariera, małżeństwa i rodzina

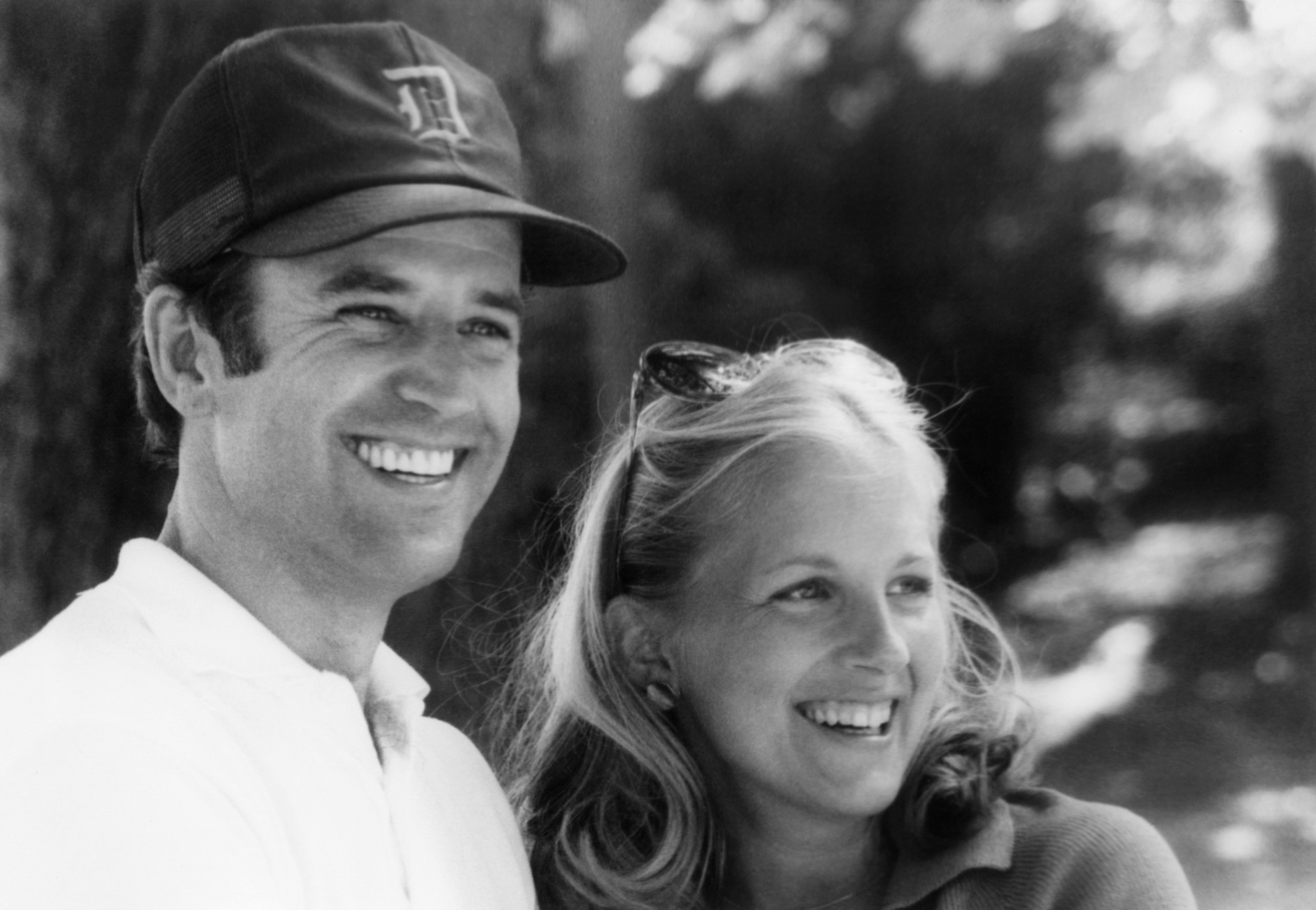
Joe i Jill po spotkaniu w latach 70. XX wieku

Zapisała się na Brandywine Junior College na jeden semestr. W lutym 1970 roku poślubiła Billa Stevensona. Wraz z mężem postanowili studiować na University of Delaware. Po roku studiów, Jill Biden, chcąc zarobić dodatkowe pieniądze, zaczęła pracować w agencji modelingowej w Wilmington, w tym celu przerwała na rok naukę. W 1975 roku rozwiodła się ze Stevensonem.
W 1975 roku, podczas zaaranżowanej przez Franka Bidena randki w ciemno, poznała Joego Bidena, ówczesnego senatora Stanów Zjednoczonych. Po pierwszej randce z przyszłym mężem powiedziała matce: „mamo, w końcu poznałam dżentelmena”.
W 1975 roku ukończyła University of Delaware. Rozpoczęła pracę jako nauczycielka na zastępstwie w Wilmington. Następnie nauczała języka angielskiego przez rok w St. Mark’s High School w pełnym wymiarze godzin.
17 czerwca 1977 roku została żoną Joego Bidena. Msza została odprawiona przez katolickiego księdza w kaplicy Siedziby Głównej Organizacji Narodów Zjednoczonych w Nowym Jorku. Ślub odbył się cztery i pół roku po śmierci pierwszej żony jej męża. Zanim Jill Biden zgodziła się na przyjęcie oświadczyn ówczesnego senatora, pięciokrotnie mu odmówiła, w wywiadzie dla „Vogue’a” powiedziała, że zwlekała z decyzją o poślubieniu Joego z obawy o jego synów – chłopcy stracili w wypadku już jedną matkę i nie chciała, aby stracili kolejną bliską im osobę, chciała być całkowicie pewna, że chce spędzić resztę swojego życia z Joe Bidenem, poza tym chciała się skupić na własnej karierze.

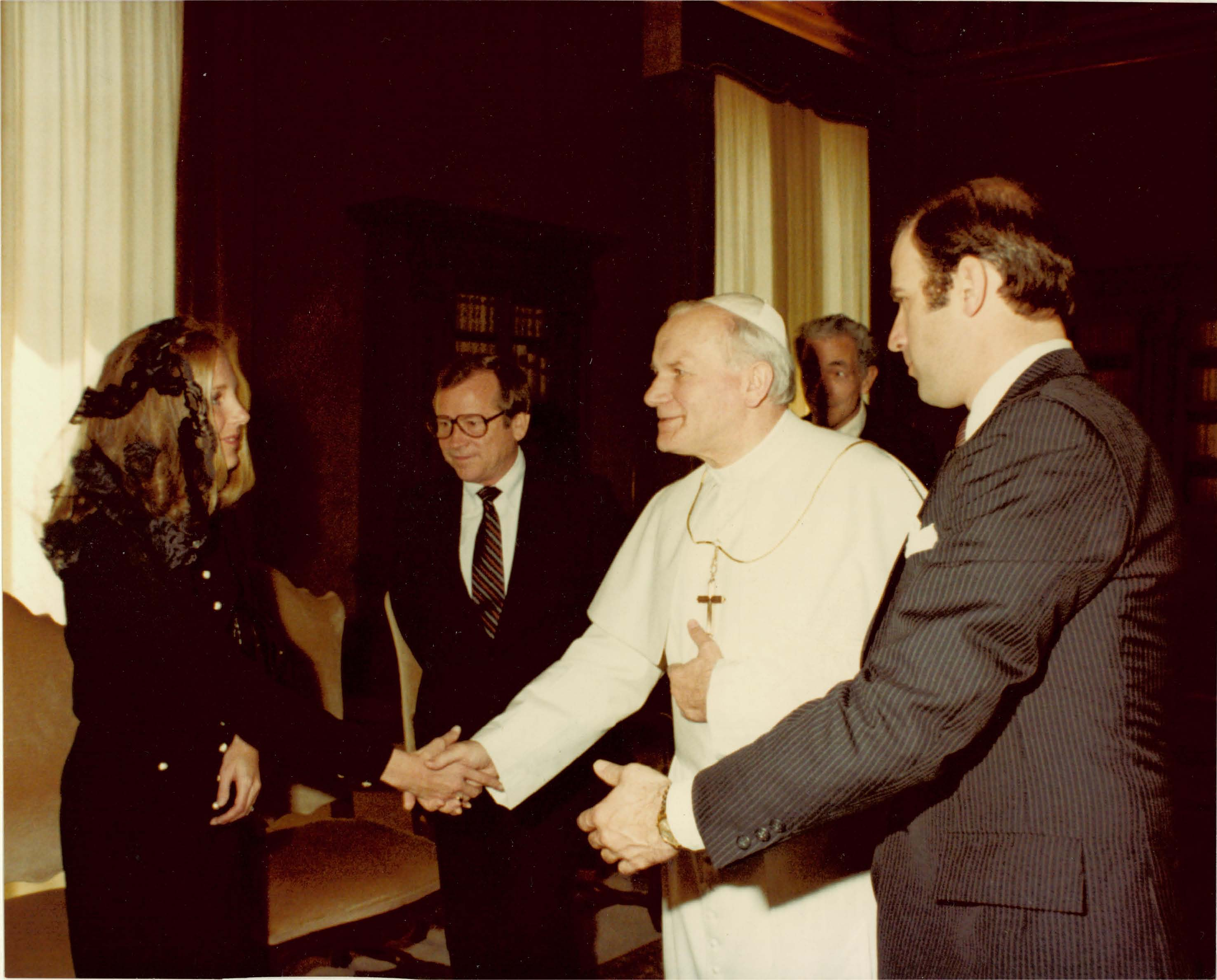
Jill Biden wraz z mężem podczas spotkania z Janem Pawłem II w kwietniu 1980

Uczyła się na West Chester University. Ukończyła te studia w 1981 roku. Będąc w ciąży uzyskała tytuł Master of Education. Jej córka, Ashley Biden, urodziła się 8 czerwca 1981 roku. Jill Biden zrobiła sobie dwuletnią przerwę w pracy w celu wychowywania trójki dzieci. Następnie wróciła do pracy, ucząc historii uczniów z zaburzeniami emocjonalnymi. Uczyła języka angielskiego w szpitalu psychiatrycznym Rockford Center przez 5 lat w latach 80. XX wieku. W 1987 roku Biden otrzymała tytuł Master of Arts na Villanova University. Po ogłoszeniu kandydatury Joego Bidena w prawyborach prezydenckich Partii Demokratycznej w 2008 roku ogłosiła, że nie zamierza rezygnować z pracy z dziećmi z zaburzeniami emocjonalnymi, nawet jeśli zostałaby pierwszą damą Stanów Zjednoczonych.
W latach 1993–2008 była wykładowcą na Delaware Technical Community College. Na community college poinformowała o swoim stosunku do nauczania: „czuję, że mogę zmienić ich życie. Po prostu uwielbiam tych ludzi. (...) Uwielbiam kobiety, które wracają do szkoły i zdobywają stopnie naukowe (...)”.
W 1993 roku została prezeską Biden Breast Health Initiative, organizacji non-profit, zapewniającej bezpłatne programy dotyczące zdrowia piersi, prowadzone m.in. na terenie szkół w stanie Delaware. Przez kolejne 15 lat organizacja nauczyła ponad 10 tys. kobiet dbania o zdrowie piersi. W 2007 roku została współautorką programu Book Buddies, zapewniającego książki dzieciom pochodzącym z rodzin o niskich dochodach. Działała w organizacji non-profit Delaware Boots on the Ground, wspierającej rodziny żołnierzy.
W 2006 roku Jill Biden ponownie rozpoczęła naukę na University of Delaware. W styczniu 2007 roku uzyskała stopień naukowy doktora. Jej praca, Student Retention at the Community College: Meeting Students’ Needs została opublikowana pod nazwiskiem Jill Jacobs-Biden.

### Rola w kampanii prezydenckiej w 2008 roku

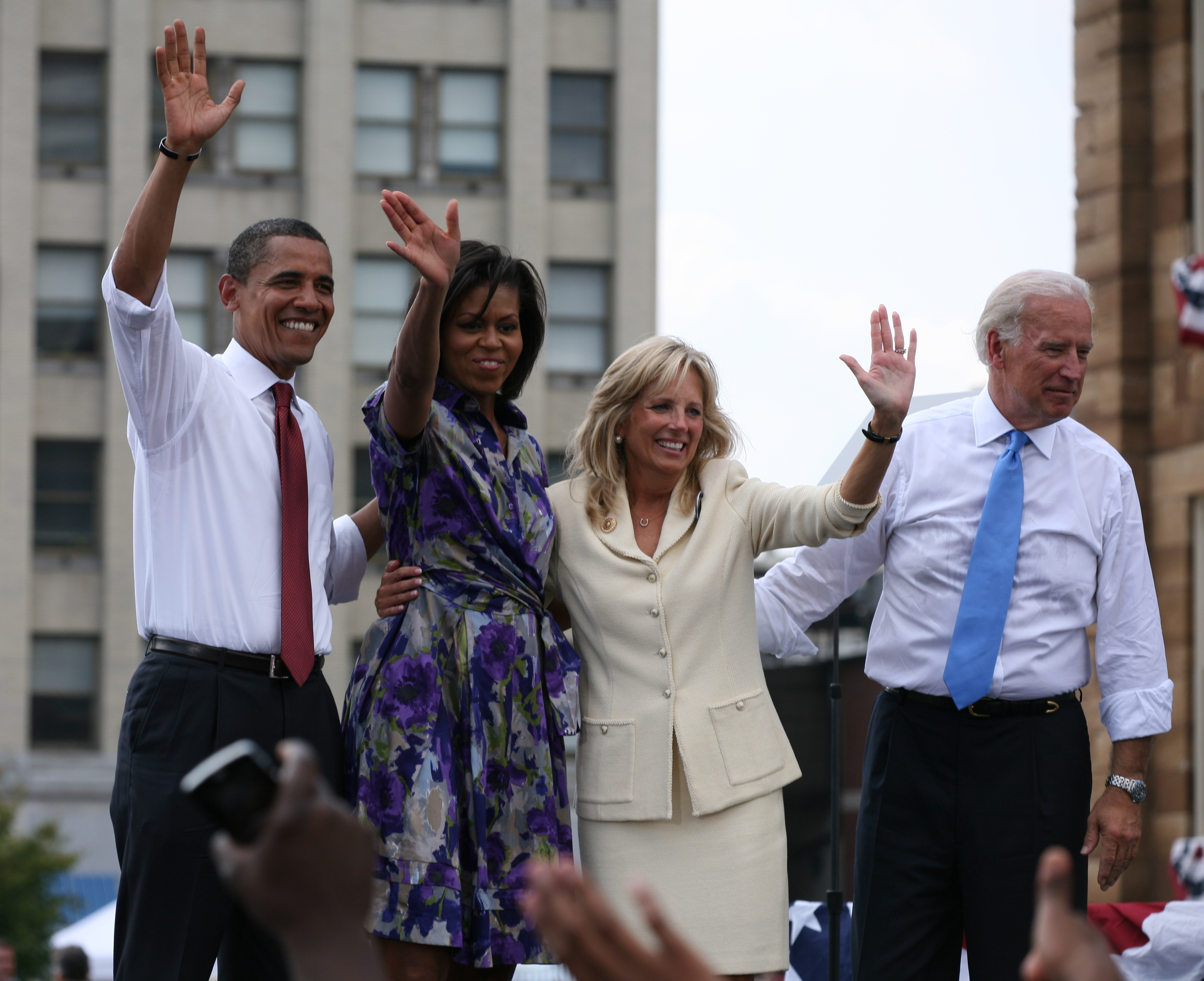
Jill Biden wraz z mężem, Barackiem i Michelle Obamą po ogłoszeniu nominacji Joe Bidena z ramienia Partii Demokratycznej na wiceprezydenta

Jill Biden nie chciała, aby jej mąż wystartował w wyborach prezydenckich w 2004 roku do tego stopnia, że na spotkanie dotyczące ewentualnego startu Joego Bidena przyszła ubrana w kostium kąpielowy ze słowem „NO”, napisanym na brzuchu. Po zwycięstwie George’a W. Busha zachęcała męża, aby wystartował w prawyborach prezydenckich Partii Demokratycznej w 2008 roku. Podczas kampanii Joego Bidena w ciągu tygodnia pracowała jako nauczycielka, natomiast w weekendy pomagała mężowi w prowadzeniu kampanii. W wywiadzie dla tygodnika „Time” powiedziała, że gdyby została pierwszą damą Stanów Zjednoczonych, to jej priorytetem byłaby edukacja. Ponadto poinformowała, że byłaby „zasadniczo apolityczna” oraz że nie będzie starała się o zezwolenia na uczestnictwo w posiedzeniach Gabinetu Stanów Zjednoczonych. 3 stycznia 2008 roku jej mąż wycofał się z wyścigu o nominację Partii Demokratycznej na stanowisko Prezydenta Stanów Zjednoczonych.
Po tym, jak jej mąż otrzymał nominację Partii Demokratycznej na stanowisko wiceprezydenta Stanów Zjednoczonych, Jill Biden ponownie zaczęła prowadzić kampanię. Podczas jej trwania Jill Biden cztery dni w tygodniu nauczała na Delaware Technical Community College, a w trakcie weekendu dołączała do prowadzącego kampanie Joego Bidena.
Po wyborach prezydenckich w 2008 roku Barack Obama został prezydentem Stanów Zjednoczonych, Joe Biden – wiceprezydentem, a Jill Biden – drugą damą.

### Druga dama Stanów Zjednoczonych

#### Pierwsza kadencja

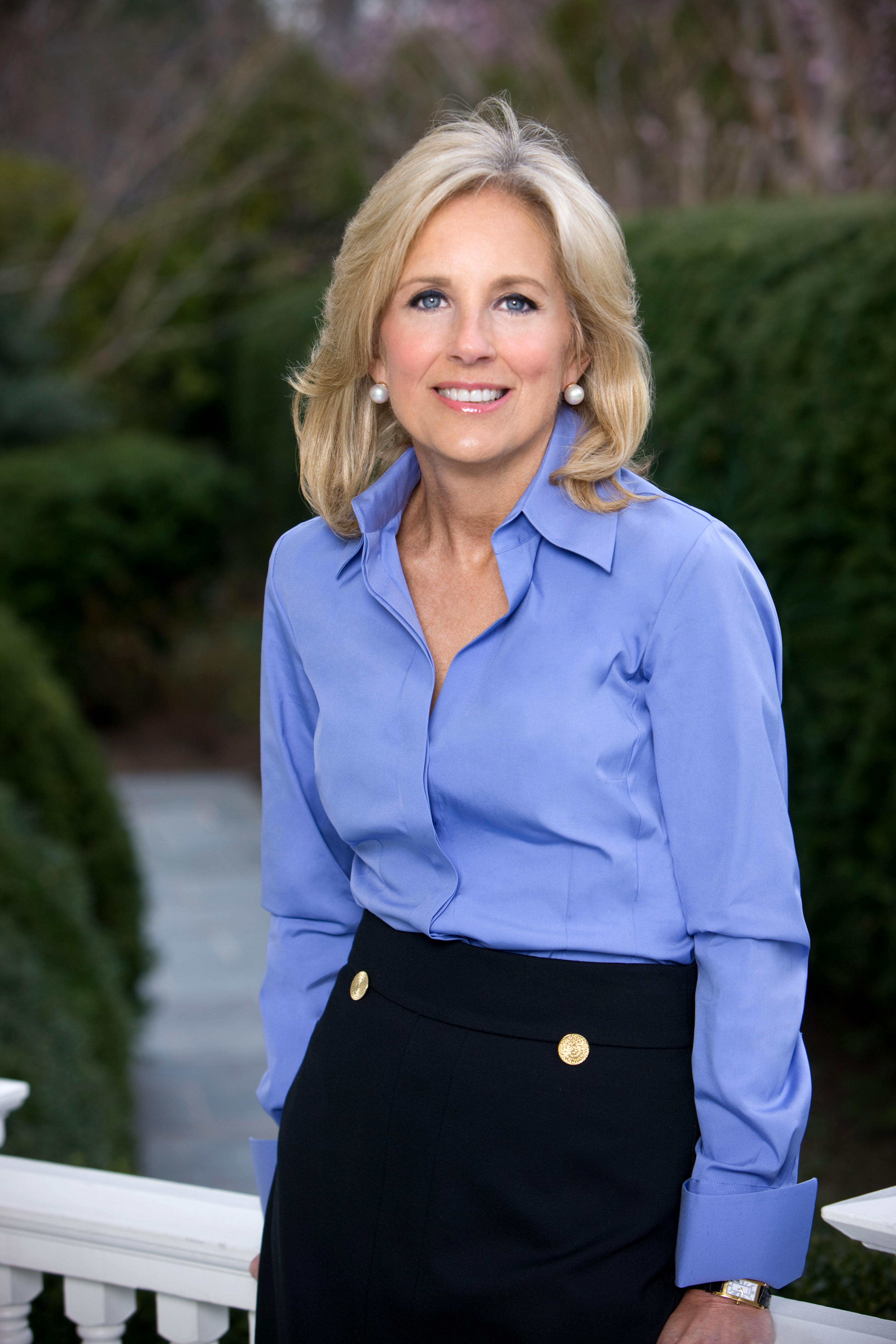
Oficjalne zdjęcie portretowe Jill Biden (2009)

Pomimo przeniesienia się do Number One Observatory Circle Biden zamierzała kontynuować nauczanie na jednym z uniwersytetów w Waszyngtonie. W styczniu 2009 roku zaczęła uczyć języka angielskiego jako adjunct professor na Northern Virginia Community College. Jill Biden była pierwszą drugą damą Stanów Zjednoczonych, która pracowała odpłatnie. Na oficjalnej stronie Białego Domu figurowała jako Dr. Jill Biden.
Catherine Russell, była doradczyni Komisji Spraw Zagranicznych Senatu Stanów Zjednoczonych została wybrana szefową sztabu Jill Biden. Courtney O’Donnell, była rzeczniczka Howarda Deana oraz Elizabeth Edwards została mianowana dyrektorem ds. komunikacji. Jako drugą damę obsługiwał ją ośmioosobowy personel. Zajmowała ona narożny apartament w Eisenhower Executive Office Building.
W 2009 roku Barack Obama ogłosił, że Jill Biden będzie odpowiedzialna za program mający na celu podnoszenie świadomości obywateli o wartości college’ów. W czerwcu tego roku Biden wygłosiła swoje przemówienie inauguracyjne na Northern Virginia Community College na nowojorskim Brooklynie, po którym to uzyskała honorowy stopień naukowy Doctor of Humane Letters, nadany przez City University of New York. Biden zaczęła nauczać języka angielskiego na Northern Virginia Community College jesienią 2009 roku. W styczniu 2010 roku wygłosiła przemówienie na University of Delaware, jej pierwsze na renomowanej uczelni. W sierpniu 2010 roku pojawiła się w epizodzie filmu Poślubione armii, co było częścią jej kampanii, mającej na celu podniesienie świadomości o rodzinach wojskowych.
W kwietniu 2011 roku wraz z Michelle Obamą założyła Joining Forces, organizację, której celem było pokazanie potrzeb amerykańskich rodzin wojskowych. We wrześniu tego roku wsparła program Amerykańskiej Agencji ds. Rozwoju Międzynarodowego, mający na celu zwiększenie świadomości o śmiertelnym głodzie, wojnie i suszy, które dotykają ponad 13 milionów ludzi na Półwyspie Somalijskim.
Do 2011 roku była profesorką nadzwyczajną Northern Virginia Community College. Będąc zarazem wykładowczynią i drugą damą Jill Biden starała się nie podkreślać wagi pełnionej przez siebie funkcji. Dzieliła boks biurowy z innym nauczycielem oraz prosiła agentów Secret Service, aby ubierali się w taki sposób, aby się wtopili w tłum studentów oraz aby nie rzucali się w oczy.
W czerwcu 2012 roku opublikowała książkę dla dzieci pt. Don’t Forget, God Bless Our Troops, napisaną na podstawie służby wojskowej pasierba, Beau Bidena. W tym samym miesiącu ich córka Ashley Biden, pracująca jako pracowniczka socjalna, wyszła za mąż.

#### Rola w kampanii prezydenckiej w 2012 roku
W wyborach prezydenckich w Stanach Zjednoczonych w 2012 roku Joe Biden ubiegał się o reelekcję na stanowisku wiceprezydenta. Jill Biden w kampanii wyborczej nie odgrywała znaczącej roli. Nie zmieniła harmonogramu wykładów oraz nie pojawiła się na części konwencji wyborczych.

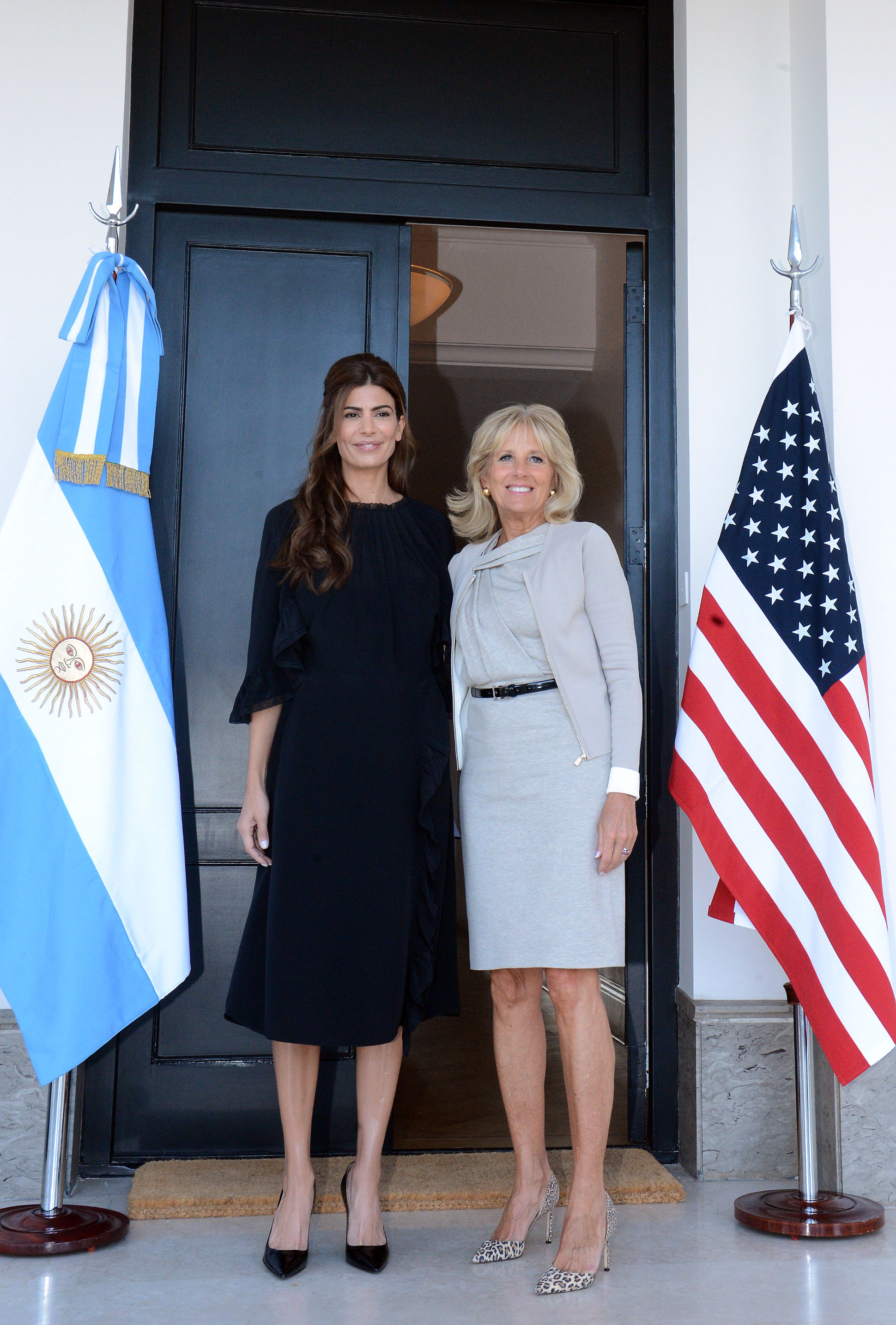
Jill Biden z pierwszą damą Argentyny, Juliana Awada

#### Druga kadencja
Jill Biden, po uzyskaniu reelekcji przez Joego Bidena 6 listopada 2012 roku, rozpoczęła swoją drugą kadencję jako druga dama Stanów Zjednoczonych. Na balu inauguracyjnym pojawiła się ubrana w niebieską suknię, zaprojektowaną przez Verę Wang.
W trakcie drugiej kadencji Biden zaangażowała się we wspieranie personelu wojskowego, znajdującego się w zakładzie rehabilitacji, Center for the Intrepid. Przewodniczyła amerykańskiej delegacji prezydenckiej na inauguracyjne Invictus Games. W wyborach do Kongresu Stanów Zjednoczonych w 2014 roku prowadziła kampanię wyborczą na rzecz kandydatów Partii Demokratycznej (m.in. Marka Udalla).
W maju 2015 roku zmarł pasierb Jill Biden, Beau, z powodu raka mózgu. Po śmierci przybranego syna w wywiadzie dla USA Today powiedziała: „To było całkowicie wstrząsające. Moje życie zmieniło się w jednej chwili. Przez cały czas trwania jego choroby wierzyłam, że będzie żył, aż do momentu, w którym zamknął oczy”. W październiku tego samego roku Biden była obecna w Ogrodzie Różanym Białego Domu, gdy jej mąż ogłosił, że nie będzie ubiegał się o urząd prezydenta Stanów Zjednoczonych w 2016 roku.
W 2016 roku wraz ze swoim mężem uczestniczyła w projekcie Cancer Breakthroughs 2020. W marcu 2016 roku kierowała oficjalną imprezą, zorganizowaną z okazji powrotu Scotta Kelly’ego na Ziemię po prawie jednorocznej misji kosmicznej ISS year-long mission.
20 stycznia 2017 roku przestała pełnić funkcję drugiej damy Stanów Zjednoczonych.

### Późniejsza działalność
Jill i Joe Biden w lutym 2017 roku założyli fundację Biden Foundation, której celem było m.in. zapobieganie przemocy wobec kobiet, zagwarantowanie przestrzegania praw osób LGBTQ oraz wspieranie rodzin wojskowych. W tym samym miesiącu została przewodniczącą organizacji Save the Children. Podczas 71. ceremonii wręczenia Tony Award wygłosiła przemówienie, przed którym otrzymała owacje na stojąco. W czerwcu 2017 roku para kupiła dom wakacyjny w Rehoboth Beach, mieszczący się nieopodal Cape Henlopen State Park. Jill i Joe Biden planowali gościć tam członków swojej dalszej rodziny.
Jill Biden po opuszczeniu urzędu przez męża nadal nauczała na Northern Virginia Community College. W maju 2017 roku wygłosiła przemówienie na Milwaukee Area Technical College. W lipcu tego samego roku wygłosiła mowę na szczycie nauczycieli w Kalifornii, podczas której położyła nacisk na znaczenie społeczności wspierających nauczycieli ze względu na stres emocjonalny i okolicznościowy, często towarzyszący im podczas pracy. W maju 2018 roku przemówiła na uroczystości rozdania dyplomów na Bishop State Community College w Alabamie. W lutym 2019 roku spotkała się i rozmawiała z klasą absolwentów The Apprentice School.
W maju 2019 została opublikowana książka jej autorstwa pt. Where the Light Enters: Building a Family, Discovering Myself. W tej książce Jill Biden rzadko nawiązywała do polityki, częściej poruszając w niej aspekty rodzinne.

### Rola w kampanii prezydenckiej w 2020 roku

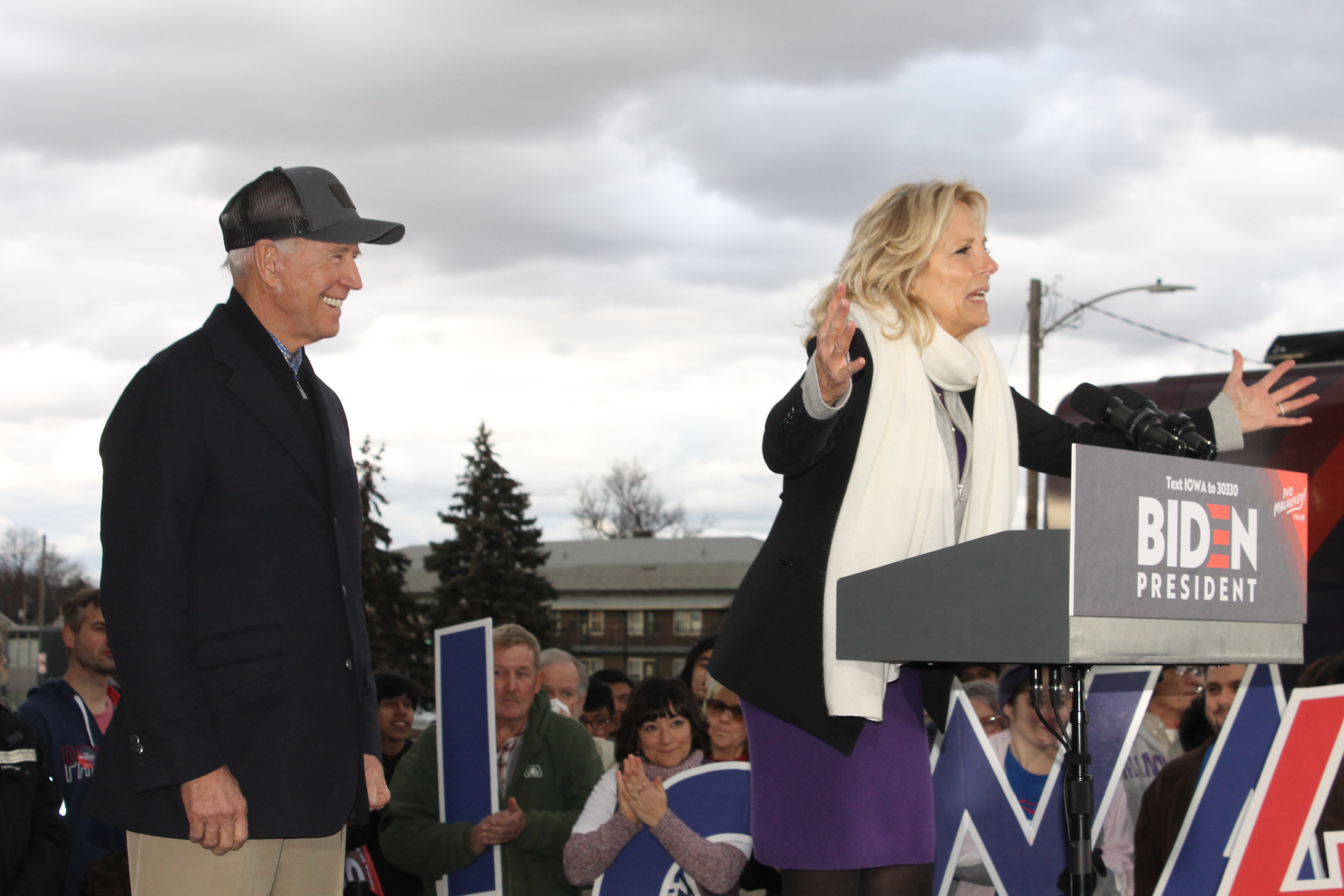
Jill Biden prowadząca kampanię wyborczą na rzecz męża w Council Bluffs (2019)

W sprawie ewentualnego ubiegania się o urząd prezydenta Stanów Zjednoczonych przez Joego Bidena w wyborach w 2020 roku Jill Biden była jedną z najważniejszych uczestników jego procesu decyzyjnego. Według „New York Times” Jill Biden entuzjastycznie odniosła się do możliwego startu męża.
Joe Biden oficjalnie ogłosił, że będzie się ubiegał o urząd prezydenta Stanów Zjednoczonych 25 kwietnia 2019 roku. W 2019 roku Biden kontynuowała nauczanie na Northern Virginia Community College. W trakcie kampanii prezydenckiej męża Jill Biden odwiedziła Iowę, New Hampshire. Oklahomę, Minnesotę, Pensylwanię, Wisconsin, Michigan, Florydę, Georgię, Teksas, Tennessee, Karolinę Południową, Karolinę Północną, Nebraskę, Connecticut, Arkansas, Kalifornię, Alabamę, Delaware, Illinois, Missouri, Nevadę, Maine, Nowy Meksyk, Ohio i Wirginię.

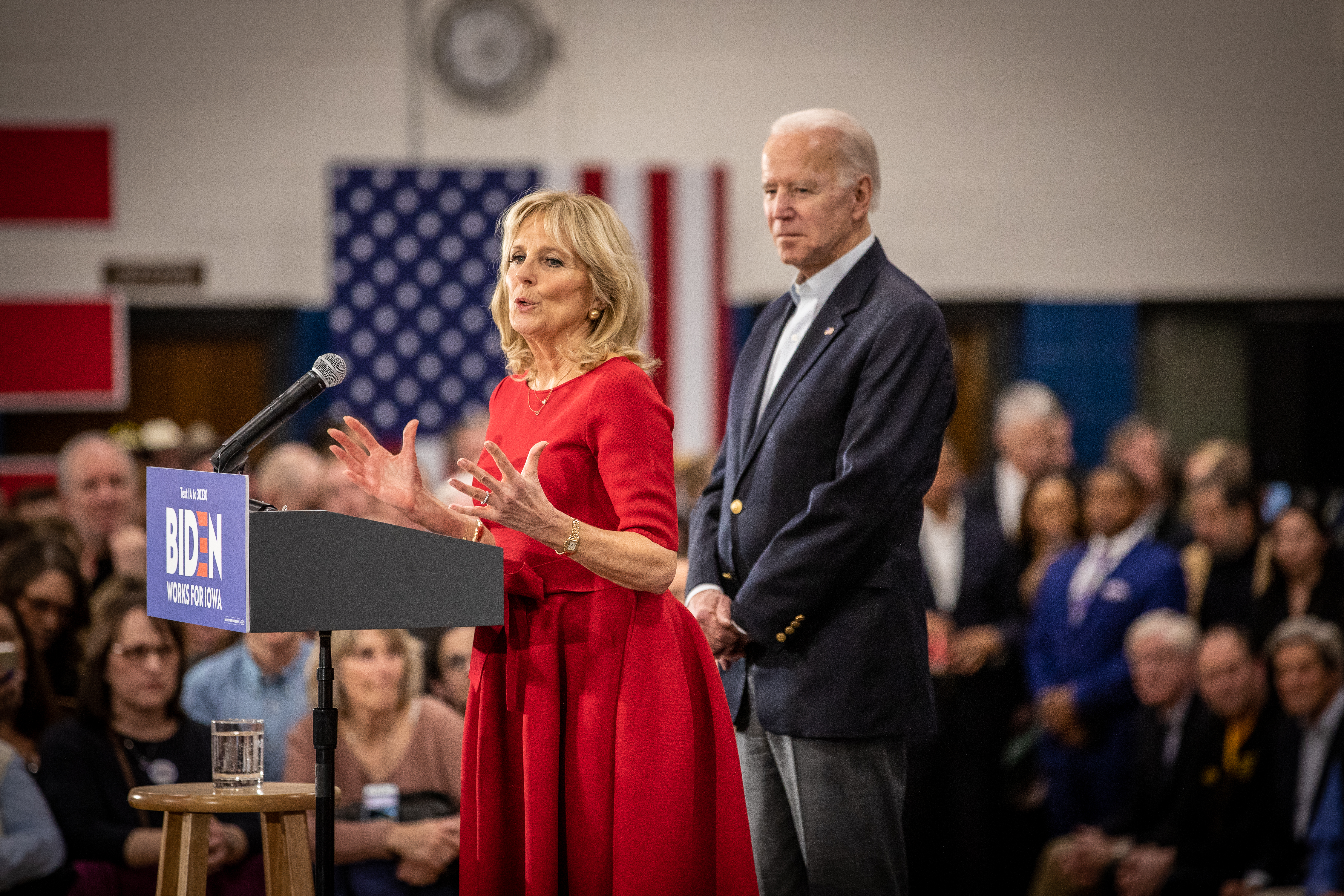
Jill Biden prowadząca kampanię wyborczą z mężem w stanie Iowa (2020)

Kiedy Hunter Biden został oskarżony o dopuszczenie się przestępstw, stanęła w obronie syna swojego męża, mówiąc: „Hunter nie zrobił nic złego. To jest sednem sprawy”. Atmosfera związana z impeachmentem Donalda Trumpa spowodowała, że Jill Biden zerwała wieloletnią przyjaźń z Lindseyem Grahamem, który wcześniej wielokrotnie wzywał do przesłuchania Huntera Bidena na rozprawie w charakterze świadka.
Jill Biden po raz pierwszy jako wykładowczyni na Northern Virginia Community College wzięła urlop wiosną 2020 roku celem pomocy mężowi w kampanii.
W czerwcu 2020 roku opublikowała książkę pt. Joey: The Story of Joe Biden, w której nazwała Joego Bidena „odważnym i śmiałym”. Miesiąc później wypowiedziała się na temat wpływu pandemii COVID-19 na edukację. Jill Biden skrytykowała wówczas ówczesną Sekretarz Edukacji Stanów Zjednoczonych Betsy DeVos.
Jill Biden odegrała kluczową rolę w procesie wyboru Kamali Harris na nominantkę Partii Demokratycznej na stanowisko wiceprezydent Stanów Zjednoczonych. Wygłosiła przemówienie na Krajowej Konwencji Partii Demokratycznej. W przeprowadzonych 3 listopada 2020 wyborach zwyciężył mąż Jill – Joe Biden. Biden towarzyszyła Joemu Bidenowi 7 listopada 2020, podczas wygłoszenia przez niego przemówienia, w którym ogłosił się zwycięzcą wyborów.

### Pierwsza dama Stanów Zjednoczonych
20 stycznia 2021 Joe Biden został zaprzysiężony na stanowisko prezydenta Stanów Zjednoczonych. Tego samego dnia Jill Biden została pierwszą damą. Ogłosiła, że w trakcie pełnienia funkcji prezydenta przez męża będzie kontynuować pracę nauczycielki.

## Odznaczenia i wyróżnienia

### Odznaczenia
- Medal Departamentu Obrony za Wybitną Służbę Publiczną (2025)[100]

### Tytułdoktora honoris causa
| Stan         | Data            | Uniwersytet                         | Stopień naukowy          | Źr.     |
| ------------ | --------------- | ----------------------------------- | ------------------------ | ------- |
| Nowy Jork    | czerwiec 2009   | City University of New York         | Doctor of Humane Letters | [ 36 ]  |
| Delaware     | 9 stycznia 2010 | University of Delaware              | Doktor                   | [ 101 ] |
| Rhode Island | 15 maja 2011    | Salve Regina University             | Doctor of Humane Letters | [ 102 ] |
| Pensylwania  | 19 maja 2011    | Montgomery County Community College | Associate of Letters     | [ 103 ] |
| Pensylwania  | 16 maja 2014    | Villanova University                | Doctor of Humane Letters | [ 104 ] |
| Nowy Jork    | 21 maja 2017    | Hofstra University                  | Doctor of Humane Letters | [ 105 ] |